# Meirás (Sada)
Meirás (llamada oficialmente San Martiño de Meirás) es una parroquia española del municipio de Sada, en la provincia de La Coruña, Galicia.

## Otro nombre
La parroquia también se denomina San Martín de Meirás.

## Entidades de población
Entidades de población que forman parte de la parroquia:
- Cañota (A Cañota)
- Cimás
- Molino de Viento (Muíño do Vento)
- Os Tornos
- O Valo
- Pe do Muíño (O Pé do Muíño)
- Piñeiro
- Souto da Iglesia (Souto da Igrexa)
- Torrón
- Tumbadoiro
- Vilar
- As Agras
- O Cruceiro
- A Encrucillada
- Peredo
- O Redondo
- A Regueira
- Senra
- A Valía

## Demografía
| Gráfica de evolución demográfica de Meirás entre 2000 y 2019 |
|                                                              |
| Datos según el nomenclátor publicado por el INE.             |